# Illesheim
Illesheim er en kommune i den mittelfrankiske Landkreis Neustadt an der Aisch-Bad Windsheim i den tyske delstat Bayern. Den er en del af Verwaltungsgemeinschaft Burgbernheim.

## Geografi
Illesheims beboede områder ligger syd for Aisch i nærheden af dens udspring. Nabokommuner er (med uret, fra nord): Bad Windsheim, Obernzenn, Oberdachstetten, Marktbergel og Burgbernheim.

### Inddeling
Ud over Illesheim ligger i kommunen landsbyerne:
- Westheim
- Urfersheim
- Sontheim